# Nico Jonk
Nicolaas Johannes (Nico) Jonk (Purmerend, 13 oktober 1919 – Overveen, 16 juli 1944) was een Nederlandse verzetsstrijder tijdens de Tweede Wereldoorlog en lid van de KP-Waterland.
Hij deed als chauffeur van KP-Waterland mee aan verschillende overvallen op distributiekantoren en bevolkingsregisters (o.a. van Edam). In april hielp hij mee de gearresteerde LO’er P. Peek bevrijdden. In een gezamenlijke KP/RvV-actie op 15 mei werd het ontvreemde bevolkingsregister van Wormerveer door Jonk en J. Boot naar een pakhuis aan de Heiligeweg in Krommenie gereden. Na de mislukte overval op het distributiekantoor in Haarlem op 23 juni 1944, wisten de KP’ers  in de door Jonk bestuurde auto maar net te ontkomen. 
Vijf dagen later moest hij, samen met koerierster J.S. Suermondt, naar een verzetsbijeenkomst in het pand Sarphatistraat 115 in Amsterdam. Bij aankomst bleek het door de Sipo te zijn bezet. Na bij een vuurgevecht te zijn gewond, vluchtte Jonk, maar werd hij door gealarmeerde Grüne Polizei-mannen gearresteerd en overgebracht naar het HvB-Weteringschans. 
Hij werd op 16 juli 1944 in de duinen bij Overveen gefusilleerd. De groep van veertien mannen die op die dag werd geëxecuteerd, bestond onder meer uit de bekende verzetsstrijder Johannes Post. Alle slachtoffers werden in een massagraf in de duinen begraven.
Zijn stoffelijke resten werden na de oorlog herbegraven op de Eerebegraafplaats Bloemendaal te Overveen.

## Eerbetoon
- Zijn naam staat vermeld op de Erelijst van Gevallenen 1940-1945.[3]
- Zijn naam staat vermeld op het verzetsmonument Middenbeemster.[4]